# 川手良則
川手 良則（かわて よしのり）は、戦国時代から安土桃山時代にかけての武将。甲斐武田氏、徳川氏の家臣。後に井伊氏の家老を務めた。

## 略歴
天文元年（1532年）、今川氏の家臣であった山田景隆の子として誕生した。山田氏は三河国の川手城を居城としていた。
父の景隆は松平広忠没後に今川氏から岡崎城の城代として派遣されていたが、桶狭間の戦い直後に松平元康（徳川家康）に岡崎城を返還したことで知られている。良則は今川氏滅亡後は武田氏に仕え、山県昌景配下として名を挙げ、信玄から「若手ながら覚えの者」と賞された。
永禄5年 (1562年) 武蔵松山城攻めで槍下の功名。元亀元年 (1570年) 7月26日駿河国板妻において笠原能登守、芳賀伯耆守等と一戦の時、良則は長坂甚内左衛門とただ二騎で敵中に突っ込み、良き首を取って信玄に奉った。信玄はその功を賞し左門字の刀を与えたという。
甲州征伐後は徳川氏家臣となり、天正10年（1582年）に徳川家康の命で井伊直政の異母姉の高瀬姫を娶り、直政に仕えた。井伊家中では一門筆頭として、筆頭家老格の木俣守勝よりも席次は上であった。知行は2500石で、後に4000石となった。関ヶ原の戦いでは高崎城城代として留守を守った。慶長6年（1601年）、死去。家督は養子の良行が継いだ。
しかし、良行は元和元年（1615年）、大坂夏の陣の若江の戦いで戦死し、良行の遺児の良富も寛永5年（1628年）に若年で早世したため、同家は無嗣断絶となった。
幕末の嘉永6年（1853年）に井伊直弼の命で、新野親良の子・河手良貞により川手（河手）家は再興された。